# Allard Replicas
Allard Replicas war ein britischer Hersteller von Automobilen.

## Unternehmensgeschichte
Geoffrey Eke gründete 1994 das Unternehmen in Harpenden in der Grafschaft Hertfordshire. Er begann mit der Produktion von Automobilen und Kits. Dazu bestand eine Zusammenarbeit mit Hardy Motors aus den USA. Der Markenname lautete Allard. 1997 endete die Produktion. Insgesamt entstanden etwa drei Exemplare.

## Fahrzeuge
Das einzige Modell war der J 2 X Replica. Fahrgestell und Karosserie waren von Dennis Adams entworfen worden. Eine Quelle gibt an, dass V8-Motoren von amerikanischen Herstellern die Fahrzeuge antrieben. Eine andere Quelle nennt den V12-Motor vom Jaguar XJ 12. Die Fahrzeuge wurden sowohl als Bausatz als auch als Komplettfahrzeug verkauft.